# Trimenia macrura
Trimenia macrura, biljna vrsta iz porodice Trimeniaceae. Raste u tropskim krajevima Nove Gvineje.
To je drvenasta penjačica, s okruglim smeđim tomentoznim granama. Listovi eliptično-lancetasti. Plod je sočna bobica (7 x 5 mm), grimizne boje.

## Sinonimi
- Piptocalyx macrurus Gilg & Schltr.